# Baou Béni
Le baou Béni ou bau Béni est un baou situé dans les gorges du Verdon à la sortie du chaos de l'Imbut. C'est au baou Béni que le sentier de l'Imbut se termine, le Verdon passant entre deux falaises très rapprochées.